# Association québécoise de linguistique
Pour les articles homonymes, voir AQL.
L'Association québécoise de linguistique (AQL) est une organisation académique consacrée à l'étude scientifique du langage humain et est une société professionnelle pour les chercheurs linguistiques francophones en Amérique du Nord et au-delà.
L'organisation a été créée en 1981. Son premier conseil exécutif était formé de Normand Beauchemin, président, Henri Wittmann, vice-président, et Robert Fournier, secrétaire général.

## La Revue québécoise de linguistique théorique et appliquée
Son journal official est la Revue québécoise de linguistique théorique et appliquée (RQLTA), une revue académique qui publie des articles évalués par des pairs qui rapportent des recherches dans les principales disciplines de la linguistique, ainsi que des revues de livres et diverses autres communications.

## Conférence annuelle
L'association organise une conférence linguistique annuelle sur différents campus universitaires à travers le Québec et le Canada français, en général en collaboration avec ACFAS.